# وزارة الدفاع الوطني (بولندا)
وزارة الدفاع الوطني (بالبولندية: Ministerstwo Obrony Narodowej ) هي وزارة حكومية في بولندا تحت إشراف وزير الدفاع الوطني. الوزارة مسؤولة عن تنظيم وإدارة القوات المسلحة البولندية. خلال الجمهورية البولندية الثانية والحرب العالمية الثانية كانت تسمى وزارة الشؤون العسكرية.

## أنظر أيضا
- القوات المسلحة البولندية

## وصلات خارجية
- الموقع الرسمي